# زاولکوو
زاولکوو (به لاتین: Zavlekov) یک منطقهٔ مسکونی در جمهوری چک است که در شهرستان کلاتووی واقع شده‌است. زاولکوو ۱۳٫۴۵ کیلومتر مربع مساحت و ۴۲۱ نفر جمعیت دارد و ۵۵۲ متر بالاتر از سطح دریا واقع شده‌است.

## گالری

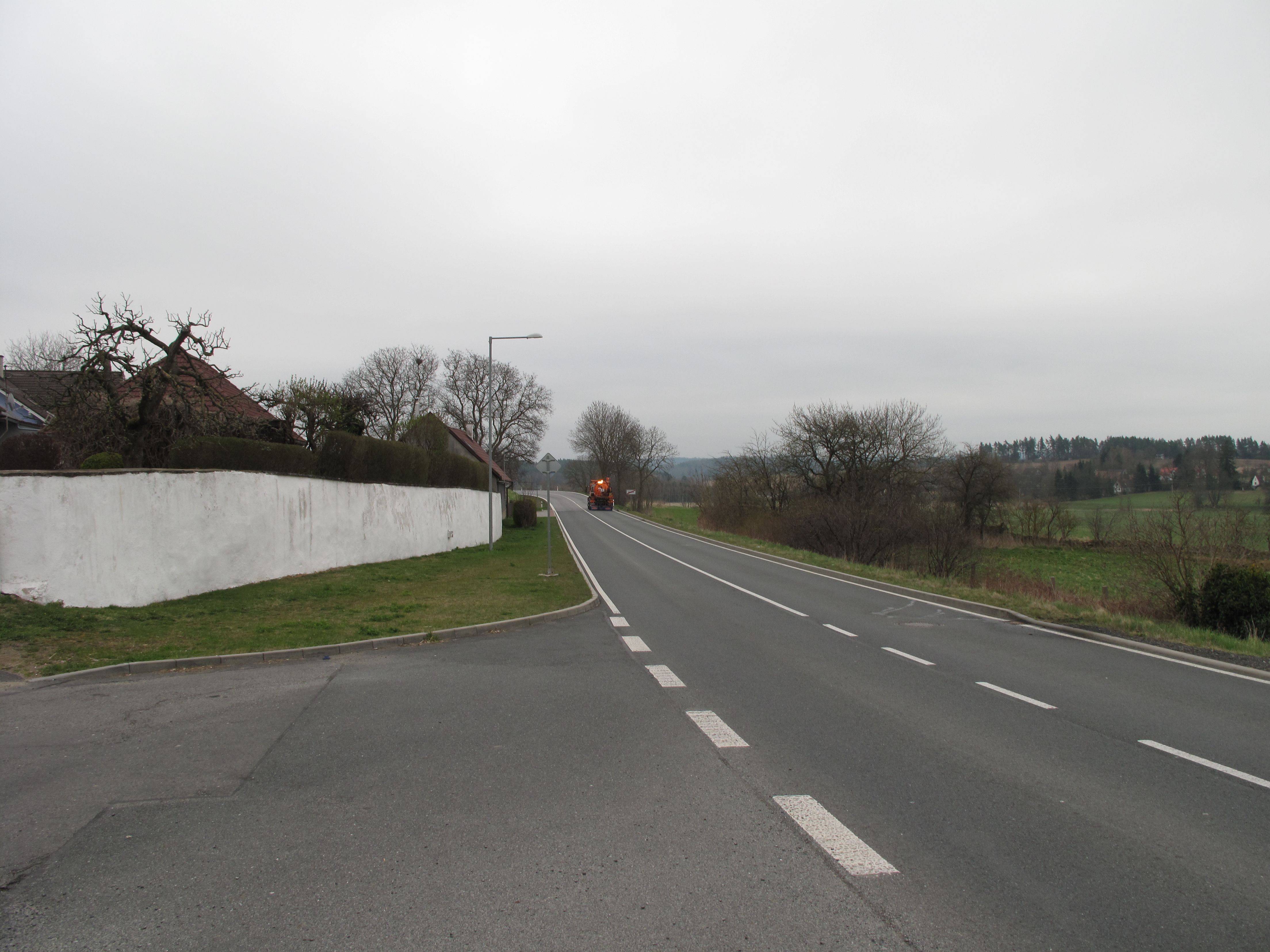
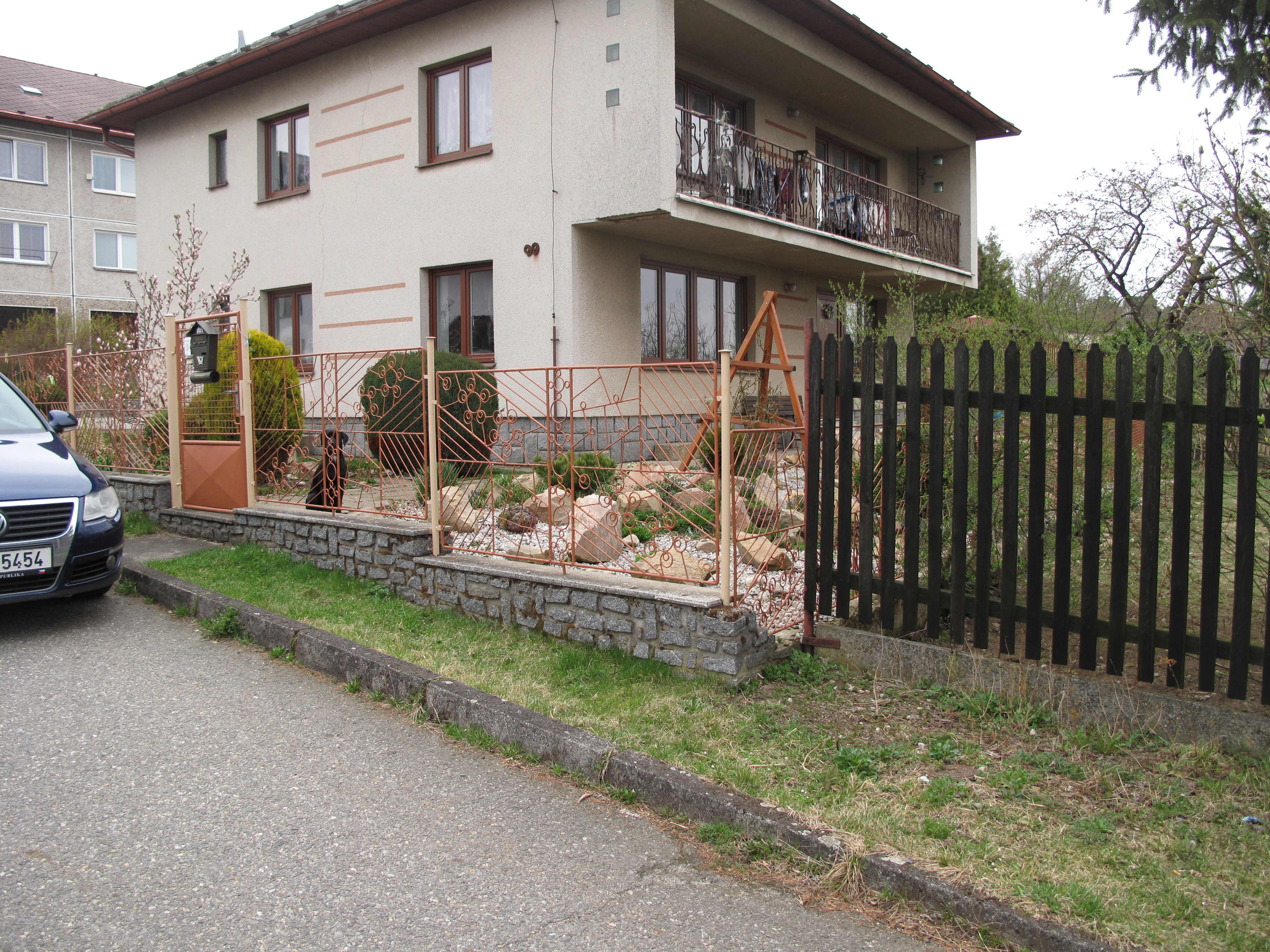
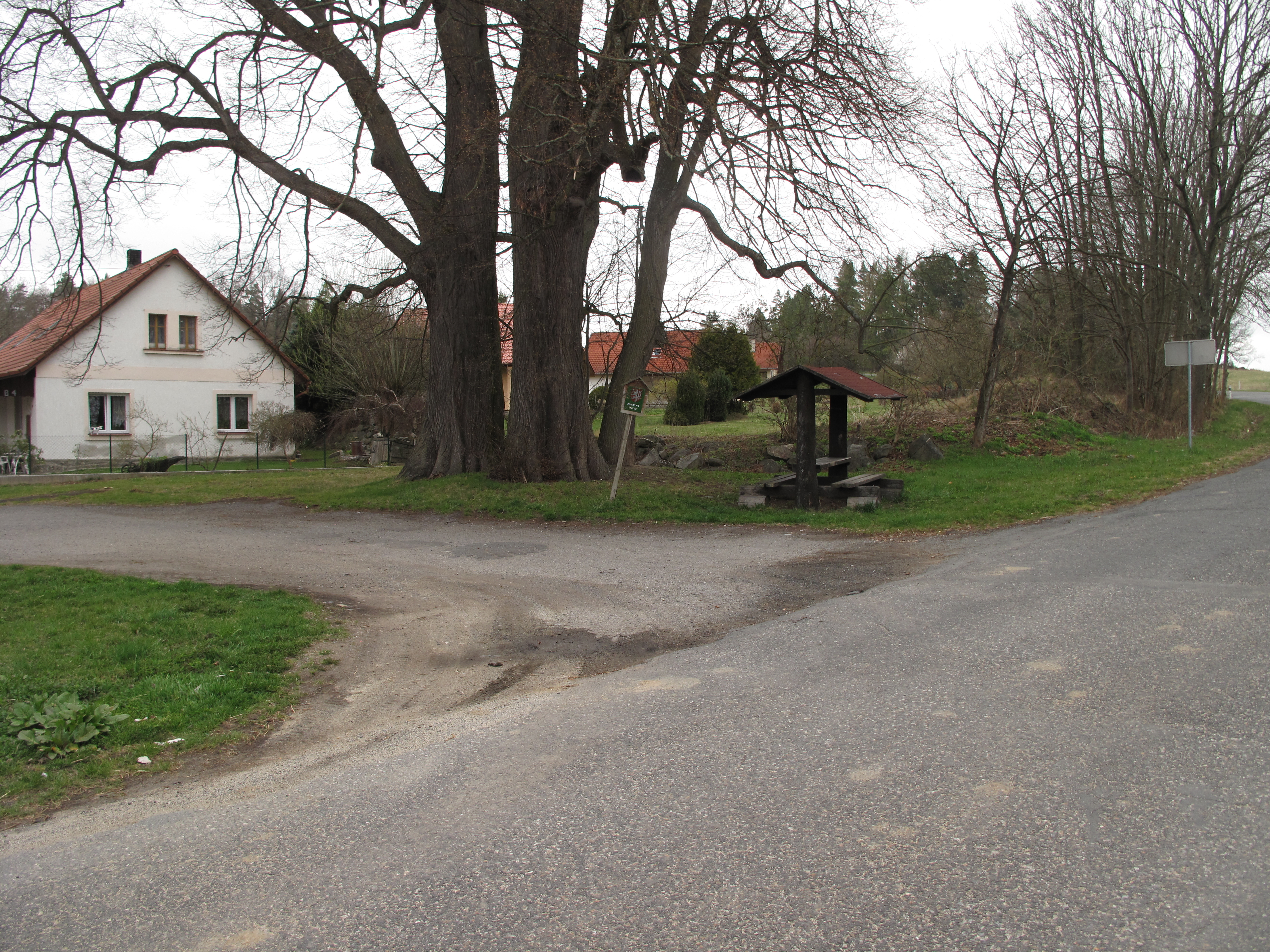